# Muhàmmad ibn Jarir at-Tabarí
|  | Per a altres significats, vegeu «Tabarí (desambiguació)». |

Abu-Jàfar Muhàmmad ibn Jarir ibn Yazid ibn Kathir ibn Ghàlib at-Tabarí (àrab: أبو جعفر محمد بن جرير بن يزيد بن كثير بن غالب الطبري, Abū Jaʿfar Muḥammad ibn Jarīr ibn Yazīd ibn Kaṯīr ibn Ḡālib aṭ-Ṭabarī), més conegut simplement com a at-Tabarí o, entre els àrabs, com l'imam at-Tabarí (àrab: الإمام الطبري, al-imām aṭ-Ṭabarī) (Tabaristan, Iran, 839 - Bagdad, 923) va ser un historiador i exegeta de l'Alcorà d'origen persa de molt renom. Musulmà sunnita, va passar gran part de la seva vida a Bagdad i va escriure tota la seva obra en àrab. El seu ensenyament és a l'origen d'una efímera escola de jurisprudència islàmica (màdhhab), el jaririsme.
Va estudiar i escriure sobre una gran quantitat de dominis: història, tafsir (exegesi), fiqh (jurisprudència) i comentaris dels hadits. Les seves obres més famoses són la historiogràfica Tarikh ar-rússul wa-l-muluk (Història dels profetes i dels reis), també coneguda com a Tarikh al-úmam wa-l-muluk (Història dels imams i dels reis) o, simplement, com Tarikh at-Tabarí (Història d'at-Tabarí) i l'exegètica Jami al-bayan an tawil ay al-Quran (Comentari de l'Alcorà), més coneguda com a Tafsir at-Tabarí (Tafsir d'at-Tabarí).